# هيجي كفيتساند
هيجي كفيتساند (بالنرويجية: Hege Kristine Kvitsand‏) مواليد 14 يونيو 1973 في تروندهايم، هي لاعبة كرة يد نرويجية. مثلت منتخب النرويج لكرة اليد للسيدات. شاركت في دورة الألعاب الأولمبية الصيفية سنة 1996.

## روابط خارجية
- هيجي كفيتساند على موقع الاتحاد الأوروبي لكرة اليد (الإنجليزية)
- هيجي كفيتساند على موقع الاتحاد النرويجي لكرة اليد (النرويجية)
- هيجي كفيتساند على موقع أوليمبيديا (الإنجليزية)